# Schwissel
Schwissel ist eine amtsangehörige Gemeinde im Kreis Segeberg in Schleswig-Holstein.

## Geografie

### Geografische Lage
Das Gemeindegebiet von Schwissel erstreckt sich direkt angrenzend am westlichen Ufer des Flusslaufs der Trave südlich von Bad Segeberg.
Die Gemarkung ist Teil des Naturraums Ostholsteinisches Hügel- und Seenland (Haupteinheit Nr. 702) in deren südöstlichen Teilbereich.

### Gemeindegliederung
Die Gemeinde Schwissel besteht siedlungsgeografisch aus den beiden Wohnplätzen des namenstiftenden Dorfes zuzüglich der teilweise von der Nachbargemeinde Traventhal in die Gemarkung von Schwissel übergreifenden Häusergruppe Herrenmühle.

### Nachbargemeinden
Unmittelbar angrenzende Gemeindegebiete von Schwissel sind:
|       | Högersdorf                                  | Klein Gladebrügge |
| Mözen | Kompassrose, die auf Nachbargemeinden zeigt | Traventhal        |
|       | Bebensee                                    |                   |

## Geschichte
Urnen- und Grabfunde im Gemeindegebiet deuten auf eine vorgeschichtliche Besiedlung hin. Eines der Gräber wurde vor 4000 Jahren angelegt.
Die erste befestigte Straße zu den Nachbargemeinden wurde in den Jahren 1908 und 1909 gebaut.

## Politik

### Gemeindevertretung
Bei der Kommunalwahl am 14. Mai 2023 wurden insgesamt neun Sitze vergeben. Diese gingen erneut alle an die Allgemeine Aktive Kommunalpolitische Vereinigung.

### Wappen
Blasonierung: „In Silber unter einem erhöhten schräglinken und schrägrechten blauen Wellenbalken ein grüner Hügel, darin eine goldene Urne.“

## Wirtschaft und Verkehr
Das Gemeindegebiet ist überwiegend landwirtschaftlich strukturiert. Neben Bauernhöfen und Geflügelzuchtbetrieben ist im Ort ein Sendeturm vorhanden.
Durch das Gemeindegebiet von Schwissel führt die Trasse der Bundesautobahn 21. Am westlichen Rand der Gemarkung befindet sich die gleichnamige Anschlussstelle (Nr. 14), die an die Segeberger Kreisstraße 82 anbindet.

## Vereine
In Schwissel gibt es einen Vogelschießverein.